# Calodia ostenta
Calodia ostenta  (лат.) — вид прыгающих насекомых рода Calodia из семейства цикадок (Cicadellidae). Ориентальная область: Индия и Шри-Ланка. Длина самцов 6,7-6,9 мм, самок — 7,6-8,6 мм. Общая окраска рыжевато-бурая.
Скутеллюм крупный, его длина равна или больше длины пронотума. Голова субконическая, отчётливо уже пронотума; лоб узкий. Глаза относительно крупные, полушаровидные, занимают более двух третей дорсальной поверхности головы; оцеллии мелкие. Клипеус длинный, узкий. Эдеагус узкий, с 2 субапикальными шипиками.
Сходны по габитусу с Calodia claustra, отличаясь деталями строения гениталий.